# ديفيد إليكوت إيفانز
ديفيد إليكوت إيفانز هو سياسي أمريكي، ولد في 19 مارس 1788 في إليكوت (ماريلند) في الولايات المتحدة، وتوفي في 17 مايو 1850. نشط حزبياً في الحزب الديمقراطي. وقد انتخب عضو مجلس ولاية نيويورك ‏ وانتخب عضو مجلس النواب الأمريكي.